# Keep Your Dream aLive
Keep Your Dream aLive è il primo album dal vivo della band Masterplan, registrato sabato 13 luglio 2013, al Masters of Rock (Vizovice, Repubblica Ceca).
La parte video presenta inoltre estratti video supplementari registrati al Wacken Open Air 2014 (Germania), il 31 luglio 2014, all'Atlanta Prog Power Festival 2014 (USA), il 13 settembre 2014 e al Midi Music Festival 2014 (Shanghai, Cina), il 1º maggio 2014.

## Tracce

### CD
1. Intro - Per Aspera Ad Astra – 1:22
2. Enlighten Me – 4:47
3. Spirit Never Die – 5:33
4. Lost And Gone – 3:11
5. Crystal Night – 5:21
6. Betrayal – 4:37
7. Crimson Rider – 4:32
8. Back For My Life – 4:32
9. Time To Be King – 4:50
10. Keep Your Dream Alive – 4:17
11. Heroes – 4:00
12. Soulburn – 6:25
13. Kind Hearted Light – 4:36
14. Crawling From Hell – 6:45
15. Black Night Of Magic – 3:56

### DVD/BD
1. Intro - Per Aspera Ad Astra – 1:22
2. Enlighten Me – 4:47
3. Spirit Never Die – 5:33
4. Lost And Gone – 3:11
5. Crystal Night – 5:21
6. Betrayal – 4:37
7. Crimson Rider – 4:32
8. Back For My Life – 4:32
9. Time To Be King – 4:50
10. Keep Your Dream Alive – 4:17
11. Heroes – 4:00
12. Soulburn – 6:25
13. Kind Hearted Light – 4:36
14. Crawling From Hell – 6:45

## Formazione

### Gruppo
- Rick Altzi – voce
- Roland Grapow – chitarra
- Jari Kainulainen – basso
- Martin Skaroupka – batteria
- Axel Mackenrott – tastiere

### Produzione
- Roland Grapow – produzione, missaggio, mastering
- Axel Mackenrott – montaggio video
- Stan-W Decker – artwork, design